# Waszuganni

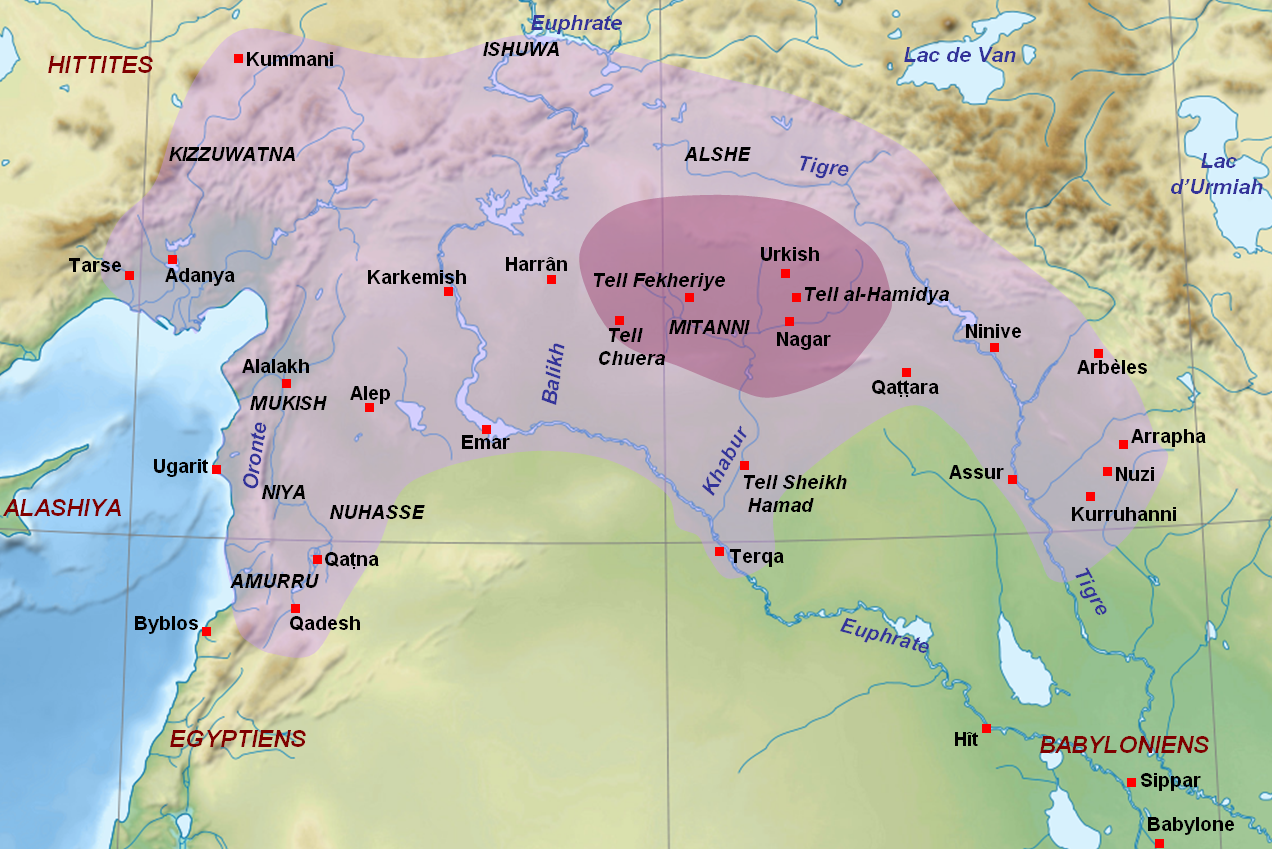
Zasięg terytorialny królestwa Mitanni w okresie jego największego rozwoju (początek XV w. p.n.e.). Stanowisko Tell Feheriye wskazywane jest jako możliwa lokalizacja stolicy Waszuganni.

Waszuganni, Waszukanni – stolica huryckiego królestwa Mitanni. Lokalizacja tego miasta nie jest znana, choć istnieją pewne przesłanki przemawiające za jego identyfikacją z obecnym stanowiskiem archeologicznym Tell Feheriye (Tell Fakhariya) w północnej Syrii.

## Dzieje
W źródłach hetyckich z początku XIV w. p.n.e., z okresu rządów Arnuwandy I, wymieniane jest miasto o nazwie Waszuganni, które należeć miało do królestwa Kizzuwatna w południowo-wschodniej Anatolii. Tudhalija II, ojciec i poprzednik Arnuwandy II, miał podbić Hanigalbat (Mitanni) w trakcie swej wyprawy przeciwko królestwom Aleppo i Hanigalbat i wówczas to Waszuganni, stolica Hanigalbatu/Mitanni mogła zostać zdobyta przez Hetytów i przyłączona do terytorium Kizzuwatny. Z drugiej strony jest też możliwe, że chodzi tu o dwa zupełnie różne miasta.
Jeżeli Waszuganni rzeczywiście zostało zdobyte przez Tudhaliję II, to Mitannijczykom szybko udało się je odzyskać i pozostało ono ich stolicą aż do zdobycia go przez hetyckiego króla Suppiluliumę I ok. 1340 r. p.n.e. w trakcie jego „jednorocznej” syryjskiej kampanii. Okrojone terytorialnie i osłabione królestwo Mitanni stało się wasalem Hetytów, którzy na tronie w Waszuganni osadzili podporządkowanego sobie Szattiwazę. Za rządów asyryjskiego króla Adad-nirari I (1307-1275 p.n.e.) pozostałości królestwa Mitanni, znane w źródłach asyryjskich pod nazwą Hanigalbatu, znalazły się pod kontrolą Asyrii, a król Hanigalbatu, Szattuara I, zmuszony został do płacenia corocznego trybutu. Gdy Wasaszatta, syn Szattuary I, zbuntował się przeciw Adad-nirari I, ten najechał Hanigalbat zdobywając wiele miast, w tym Waszuganni:
„Po jego (tj. Szattuary I) śmierci, Wasaszatta, jego syn, zbuntował się i wystąpił przeciwko mnie. (...) Potężnymi broniami boga Aszura, mego pana, z pomocą bogów Anu, Enlila i Ea, Sina, Szamasza, Adada, Isztar i Nergala, najpotężniejszych wśród bogów, budzących grozę bogów, mych panów, zdobyłem miasto Taidu, jego wielkie królewskie miasto, miasta Amasaku, Kahat, Szuru, Nabula, Hurra, Szuduhu i Waszuganni (uruuš-šu-ka-na)”
Fakt, iż to Taidu a nie Waszuganni zwane jest „wielkim królewskim miastem”, może wskazywać, że Waszuganni straciło na znaczeniu i najprawdopodobniej nie było już stolicą Hanigalbatu. Po stłumieniu buntu Wasaszatty jego królestwo zaanektowane zostało przez Asyrię.